# Hadena macedonica
Hadena macedonica är en fjärilsart som beskrevs av Charles Boursin 1959. Hadena macedonica ingår i släktet Hadena och familjen nattflyn. Inga underarter finns listade i Catalogue of Life.